# Servelec
Servelec est une entreprise d'informatique de santé basée à Sheffield, détenue par The Access Group. L'entreprise fournit des solutions logicielles pour les secteurs de la santé, des soins sociaux et de l'éducation.

## Divisions
- Servelec Health and Social Care: Spécialise dans les dossiers électroniques des patients (EPR), les systèmes de gestion des patients (PAS) et des produits tels que Rio, Oceano et Flow.
- Servelec Education and Youth Services: Connu pour les logiciels Synergy et Core+.

## Performance financière
En 2016, Servelec a annoncé un revenu total de 61,0 millions de livres, en baisse par rapport à 63,1 millions de livres en 2015. Le bénéfice d'exploitation pour 2016 était de 14,6 millions de livres, contre 16,2 millions de livres l'année précédente.

## Propriété
En 2013, l'entreprise a été introduite en bourse par CSE Global, qui en était propriétaire depuis 2000, avec une valorisation attendue de 122 millions de livres. À cette époque, elle se concentrait sur les logiciels et les systèmes de contrôle pour les services publics, les diffuseurs, les phares et les plateformes pétrolières en mer du Nord. Elle a ensuite été cotée sur l'Indice FTSE SmallCap. En janvier 2018, Scarlet Bidco, pour le compte de Montagu Private Equity, a racheté le groupe pour 223,9 millions de livres.
Elle a acheté Corelogic, un fournisseur de logiciels de gestion de cas pour les soins sociaux, comptant plus de 65 000 utilisateurs finaux, en 2014 pour 23,5 millions de livres.
L'entreprise a été rachetée par The Access Group en août 2021.

## Santé
Rio est un dossier électronique de patient accessible via des smartphones et des tablettes. Cela permet aux praticiens d'accéder aux dossiers des patients à distance et en temps réel.
Le système Open Evolution de Microtest Health est intégré au dossier électronique de patient Rio de Servelec, largement utilisé dans les soins de santé mentale, les soins de santé communautaires et les soins de santé pour enfants. Il prévoit une intégration supplémentaire avec leur système de gestion des cas de soins sociaux, Mosaic. Il s'intègre également au logiciel de gestion de la main-d'œuvre mobile de Totalmobile, permettant au personnel de gagner du temps en accédant aux informations des patients à partir du dossier électronique de patient via un smartphone ou une tablette.

### Royaume-Uni
Le Bournewood Community and Mental Health Trust a déployé un système Servelec en seulement 8 mois en 1999 bien plus rapidement que ce qui était habituel.
University Hospitals Birmingham NHS Foundation Trust a développé un nouveau système de gestion des patients, le Oceano PAS, dans le cadre d'un partenariat de quatre ans avec l'entreprise, intégrant plus de 1 million de dossiers de patients, 1,8 million de rendez-vous de patients externes, 248 000 mouvements de patients hospitalisés et 3 836 cliniques. Il a été mis en service en août 2017 et était opérationnel avec des rapports en temps réel des cliniques dès le premier jour. Le directeur des opérations stratégiques du trust a déclaré que le déploiement était "un exploit phénoménal". Il a ensuite été mis à disposition commercialement pour d'autres organisations.
Lancashire Care NHS Foundation Trust a déployé un nouveau dossier électronique de patient Servelec Rio en mars 2018.
En 2018/19, le groupe Servelec a acquis Careervision Holdings Limited, un fournisseur de solutions de gestion de cas et d'informations pour les équipes de services aux enfants et jeunes.
Sa solution de gestion numérique des lits Flow a été installée dans le Berkshire Healthcare NHS Foundation Trust en 2021 et intégrée avec le dossier électronique de patient Rio existant.
En août 2021, elle a acquis les spécialistes de la technologie de prescription sociale Elemental Software.

### Irlande
St Patrick's Mental Health Services a installé le premier dossier électronique de santé mentale en Irlande, en utilisant le dossier électronique de santé Rio de l'entreprise en septembre 2017 sous le titre interne "eSwift", faisant référence à la fois au fondateur de St Patrick's, Jonathan Swift, et au partage plus rapide des dossiers électroniques.
Il intègre les services de patients hospitalisés, externes et de jour. Il prévoit d'incorporer un portail en ligne permettant aux utilisateurs des services de consulter certaines parties de leur propre dossier de santé.
L'entreprise a été l'un des partenaires du projet primé Whiteboard Solution au St. Vincent's University Hospital en 2017, fournissant une présence sur site dans les services pendant quatre semaines après la mise en service.